# 1748

## أحداث
- تأسيس مدينة باهاوالبور وتقع حاليا في باكستان.
- 14 أبريل: تأسيس مدينة سان نيكولاس دي لوس آرويوس وتقع حاليا في الأرجنتين.
- نهاية حرب أذن جينكنز في 18 أكتوبر 1748 والتي بدأت في 22 أكتوبر 1739.
- نهاية حرب الخلافة النمساوية.

## مواليد
- أنديرس إريكسون سبارمان
- أنطوان لوران دو جوسيو
- جاك لوي دافيد

## وفيات
- يوهان بيرنولي